# Giphy
Giphy — онлайн-база даних і пошукова система, яка дозволяє користувачам шукати і ділитися анімованими GIF-файлами.

## Історія
Giphy був заснований Алексом Чунгом і Джейсі Куком в лютому 2013 року. Ідея для бізнесу прийшла, коли пара снідала, розмірковуючи про зростання тенденції чисто візуальної комунікації.
Коли Чанг і Кук вперше запустили Giphy, сайт функціонував виключно як пошукова система для GIF-файлів.
У серпні 2013 року Giphy розширився за рамки пошукової системи, щоб користувачі могли публікувати, вставляти й ділитися GIF на Facebook.
Три місяці потому Giphy інтегрувався з Twitter, щоб дозволити користувачам ділитися GIF файлами, просто використовуючи URL-адресу GIF.
У березні 2015 року Giphy придбала Nutmeg, службу обміну повідомленнями GIF, як один з перших кроків компанії до мобільної індустрії. Це збіглося із запуском власної платформи Facebook Messenger, в якій Giphy приєднався до декількох ексклюзивних додатків.
В серпні 2015 року Giphy запустила другий мобільний додаток GIPHY Cam, що дозволяє користувачам створювати й ділитися gif в соціальній мережі.
В березні 2016 року Giphy почав співробітництво з компанією Viber, і вставив пошук гіфів.[джерело?].
У жовтні 2016 року Giphy оприлюднив кілька статистичних даних, зокрема, що у нього 100 мільйонів щоденних активних користувачів, що він обслуговує понад 1 мільярд GIF-файлів на день, і що відвідувачі переглядають понад 2 мільйони годин GIF-контенту щодня.
У лютому 2019 року на заході в Нью-Йорку Чанг оголосив, що Giphy досліджує рекламну схему, яка відрізняється від моделі Google, що показує рекламу відповідно до історії пошуку користувачів. Ідея полягає в тому, щоб вбудовувати рекламу в приватні повідомлення. Giphy прагне скористатися перевагами цього ландшафту, оскільки база даних GIG інтегрована в більшість сервісів обміну повідомленнями.